# Strategische spoorlijn Boom - Stabroek
Strategische spoorlijn Boom - Stabroek was een Belgische spoorlijn tussen Boom en Zandvliet, aangelegd tijdens de beginfase van de Eerste Wereldoorlog voor de bevoorrading van de buitenste ring van de Stelling van Antwerpen en het gebruik van pantsertreinen. Ook de Duitsers maakten gebruik van de lijn en bouwden een verlenging naar Zandvliet. Na de wapenstilstand werd de spoorlijn voor verscheidende doeleinden gebruikt.

## Ontstaan
Rond de eeuwwisseling werd het duidelijk dat de bestaande forten niet zouden voldoen in het geval van oorlog. Om die reden werd in 1906 beslist een nieuwe ring te bouwen op 10 tot 15 km rond Antwerpen. Voor de bouw werd gebruik gemaakt van bestaande buurtspoorwegen en nieuw aangelegde smalspoorlijnen van 700 mm. Al snel werd het, met de toenemende oorlogsdreiging in 1914, duidelijk dat de bevoorrading problematisch zou zijn als men alle goederen zou moeten overladen. Het is in deze context dat de eerste plannen voor de lijn werden gemaakt.
Met de Duitse inval besloot de Generale Staf over te gaan tot de aanleg van een strategische spoorlijn met een lengte van 50 km. De opmetingen duurden maar één dag, en in vierentwintig dagen was de lijn afgebouwd.
Nabij de halte Krekelenberg takte ze af van lijn 52, kruiste lijn 61, liep dan ten zuiden van Reet en Waarloos naar Duffel. Daar kruiste ze lijn 25 juist ten noorden van het station en liep ze verder richting Lier, dat ten westen van de stad werd gepasseerd. Na lijn 13 en lijn 15 te hebben gekruist, liep ze verder langs Broechem, over het Kempische kanaal, Oelegem, Schilde, 's-Gravenwezel en Schoten, waar het Kanaal Dessel-Turnhout-Schoten werd gekruist. Hierna vervolgde ze haar weg langs Brasschaat naar Kapellen.
Vanwege de omstandigheden werd de lijn zo simpel mogelijk aangelegd. De ballast bestond uit hoogovenslakken en er waren nauwelijks grachten voor het regenwater aangegraven. De twee kunstwerken langs de lijn, de twee kanaalbruggen, waren bestaande bruggen, aangepast voor het spoorvervoer. De brug van Oelegem mocht niet worden bereden door locomotieven, wat opduwen noodzakelijk maakte.
Na zeven dagen gebruik door het Belgische leger, viel de lijn in Duitse handen. Deze trokken de lijn door tot Zandvliet, waar ze stellingen bouwden om een aanval via het neutrale Nederland te voorkomen. Tussen Kapellen en Stabroek werd in de gemeente Kapellen een groot station Denneburg gebouwd voor de opslag van munitie.

## Na de oorlog

### Boom - Duffel
Door de grote nood aan spoorwegmateriaal brak het Duitse leger dit deel van de lijn, samen met lijn 27B, in 1917 op.

### Duffel - Lier
Dit deel werd overgenomen door de EB en geïntegreerd in lijn 15. Op 26 januari 1921 ging ze open voor goederenverkeer, vanaf 15 mei 1928 voor reizigerstreinen, na de aanleg van een verbindingsboog van Kontich naar Lier. Hierdoor werd dit baanvak in 1937 gesloten.

### Lier - Oelegem
Na de oorlog werd dit 12 km lang baanvak niet meer gebruikt door het leger en het diende alleen als afstelplaats voor goederen wagens van de EB. Plannen voor ingebruikname als gewone spoorlijn werden al snel van de tafel geveegd, aangezien de betrokken gemeente al door de NMVB werd bediend. Op aandrang van enkele industriëlen uit Oelegem werd de lijn omgevormd tot industrielijn. De laatste restant werd in 1988 gesloten.

### Oelegem - Hoogboom
Maar 7,5 km van dit 25 km lang baanvak werd na de wapenstilstand nog geëxploiteerd door het spoorwegbataljon. Voorbij Schoten Sluis 8 kwamen er enkel inspectieritten met draisines. Een poging tot ingebruikname tot Schilde voor goederenvervoer ging niet door, vanwege concurrentie met de Buurtspoorwegen. Sluis 8 was zeer belangrijk voor het leger, daar in het Fort van Schoten het centrale munitiedepot was van de provincie Antwerpen. Verder vond er ook commercieel goederenvervoer plaats, in de vorm van het overslagen van mijnhout voor de Waalse mijnen. Ook werd er in 1919 passagiersvervoer voor militairen georganiseerd tussen Antwerpen-Centraal en het Fort van Schoten, maar dit verdween alweer in 1920.

### Hoogboom - Kapellen
In Hoogboom kwam het hoofdkwartier van het spoorwegbataljon aan de lijn te liggen. De lijn naar het Fort van Brasschaat werd in 1927 vervangen door de nieuwe lijn Kapellen - Brasschaat en dus opgebroken, behalve een kort stuk van 200 meter dat nodig was bij de bouw van de Kazerne Hoogboom bleef bestaan tot 1928. Het gedeelte Kapellen Hoogboom verdween in 1973.

### Kapellen - Zandvliet
Ook dit 15 km lang baanvak werd overgenomen door het spoorwegbataljon. Militair vervoer bestond uit munitietreinen naar Zandvliet en het bedienen van het station Denneburg, dat was overgenomen door de genie. Daarnaast organiseerde het bataljon commerciële goederentreinen, wat tot problemen leidde met de NMVB. Volgens deze zou men "fantasie-prijzen" aanrekenen, deze klacht werd weggewuifd door het ministerie van Defensie. Immers moest het bataljon kunnen oefenen op het organiseren van goederenvervoer. Een permanente overname kwam er niet vanwege de lage rendabiliteit. Plannen voor ingebruikname als reguliere spoorlijn en verlenging naar Nederland gingen ook niet door.